# 프라페

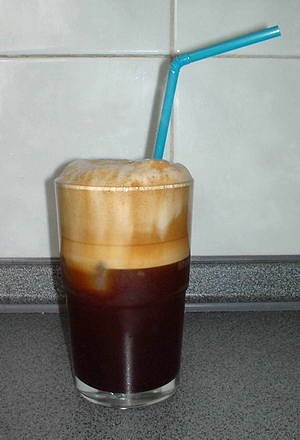
프라페 커피

프라페 커피(프랑스어: café frappé, 그리스어: φραπέ)는 아이스 커피의 종류 중 하나이다.
프라페(Frappe)는 프랑스 어로 '얼음으로 차갑게 식히다'라는 의미로 여름철에 시원하게 마실 수 있는 아이스 메뉴이다. 블렌더(blender; 여러 가지 식재료들을 순간적으로 갈아주고 섞어주는 믹서기)에 우유와 에스프레소를 1:1 비율로 넣고 바닐라 아이스크림을 취향에 따라 1~2스쿱(scoop) 정도 넣고 섞는다. 이때 생기는 거품 때문에 프라페와 카푸치노(Cappuccino)의 합성어로 프라푸치노(Frappuccino)라고도 한다. 진한 에스프레소와 달콤한 바닐라 아이스크림이 더해져 부드러운 맛이 장점이다. 얼음이 잘게 부서져 있기 때문에 마실 때에는 굵은 빨대를 이용한다.

## 기타 변형된 프라페
1. 모카 프라페(Mocha Frappe)
카페모카에 바닐라 아이스크림을 섞은 커피이다. 달콤한 맛과 부드러운 느낌을 강조한 메뉴로 블렌딩 과정 중에 모카(초콜릿) 시럽을 추가한다.
2. 캐러맬 프라페(Caramel Frappe)
캐러멜 소스와 에스프레소, 바닐라 아이스크림을 섞은 커피이다. 부드러운 단맛과 진한 고소함을 느낄 수 있는 메뉴로 블렌딩 과정 중에 카라멜 시럽을 추가한다.

## 같이 보기
- 달고나 커피
- 쿠바 에스프레소
- 비튼 커피
- 커피 우유